# Circolare B busz (Velence)
A velencei B circolare jelzésű autóbusz a Lidón, a Piazza Santa Maria Elisabettától indult és a belvárosban körjáratként közlekedett. A viszonylatot az ACTV üzemeltette.

## Története
A B circolare jelzésű autóbusz a kezdetektől ugyanazon az útvonalon járt. Ellentétes irányban az A circolare járat közlekedett.
A B circolare járat története:
| Időszak     | Járat- szám | Megállók |
| ----------- | ----------- | --- |
| 2002 – 2009 | B circolare | Piazza Santa Maria Elisabetta – Ospedale al Mare – Piazzale Ravà – San Nicolò Spiagge – Aeroporto – San Nicolò – Piazza Santa Maria Elisabetta |

## Megállóhelyei
| sz. | idő (perc) | megállóhely neve              | sz. | idő (perc) |
| --- | ---------- | ----------------------------- | --- | ---------- |
| 0   | 0          | Piazza Santa Maria Elisabetta | 6   | 19         |
| 1   | 4          | Ospedale al Mare              | 5   | 15         |
| 2   | 8          | Piazzale Ravà                 | 4   | 11         |
| 3   | 9          | San Nicolò Spiagge            | 3   | 10         |
| 4   | 11         | Aeroporto                     | 2   | 8          |
| 5   | 14         | San Nicolò                    | 1   | 5          |
| 6   | 19         | Piazza Santa Maria Elisabetta | 0   | 0          |